# Раса-лила

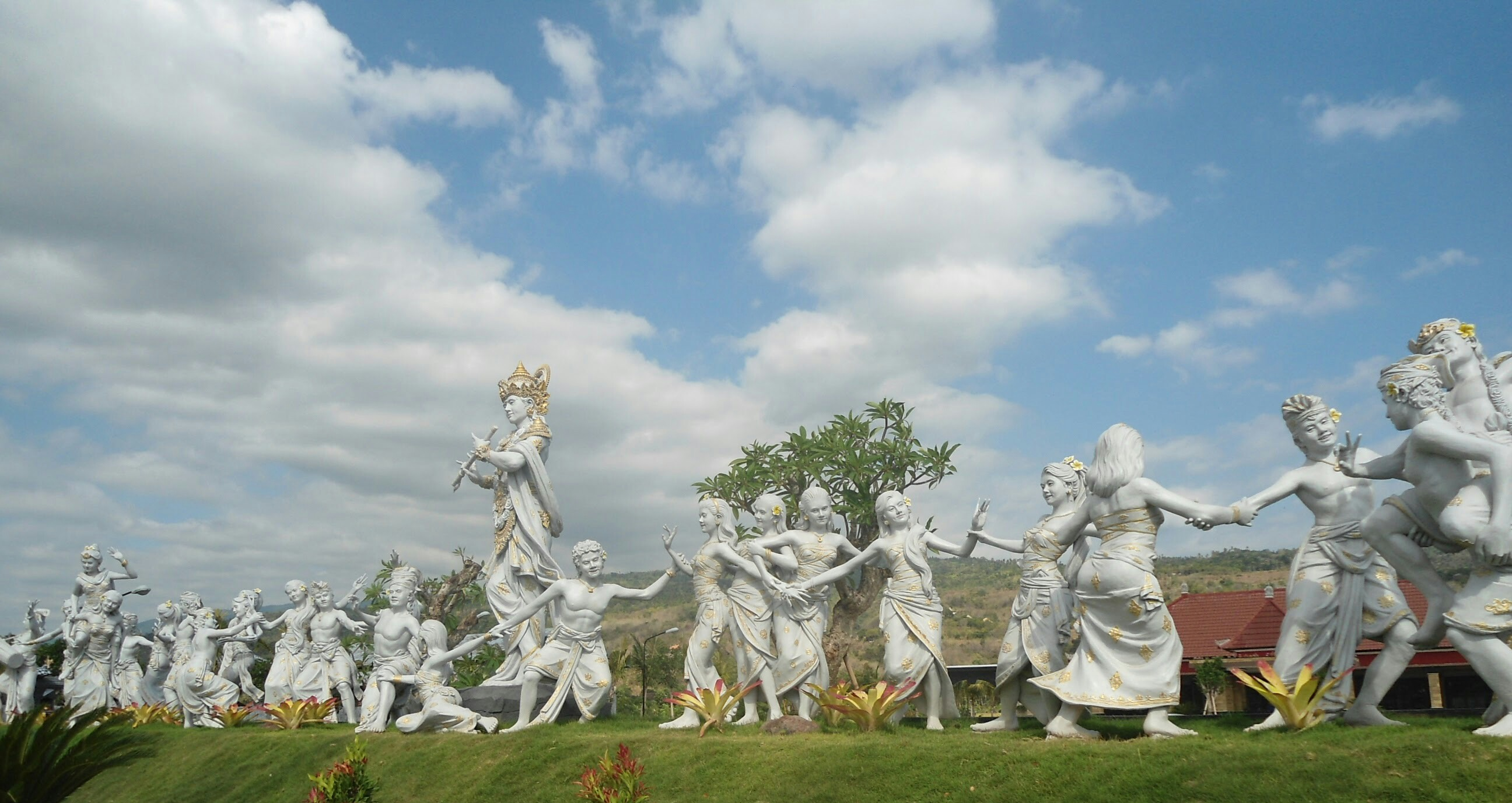
Статуя «Кришна-лила» (Темукус, Ловина, Бали)

Ра́са-ли́ла (IAST: rāsa-līlā), также танец раса — эпизод из жизни Кришны, описанный в 10-й песне классического санскритского текста «Бхагавата-пураны». Танец Кришны с его возлюбленной Радхой и другими девушками-пастушками коров. В традициях кришнаизма раса-лила рассматривается как самое возвышенное и священное проявление божественной любви.
В шри-вайшнавизме этот танец означает проявление блаженства Вишну, его любви по отношению к Лакшми и своим преданным душам. В этом танце Вишну в форме Кришны опьяняет божественной любовью как тех, кто спустился с ним из Вайкунтхи (небесной обители), так и присоединившихся на земле. Этот танец показывает, как поклонники Вишну будут наслаждаться с ним в духовном мире. Вишну танцует этот танец со всеми душами, размножив себя для каждой. В центре этого события находится сама Лакшми в форме юной пастушки Наппиней (проявления самой Лакшми на земле в тамильском варианте описания).
Традиционно считается, что от этого танца происходит классический танцевальный стиль Манипури.